# Cantonul Graubünden
Cantonul Graubünden (în germană Kanton Graubünden, în retoromană Chantun Grischun, în italiană Cantone dei Grigioni, în franceză Canton des Grisons) este cel mai mare și cel mai estic din cele 26 de cantoane ale Elveției. E și singurul trilingv (germană, retoromană, italiană).

## Geografie
Suprafața cantonului este de 7.105 km². Doar o treime din această zonă este considerată teren productiv. Pădurile acoperă circa o cincime din întreaga zonă. Cantonul este aproape în întregime muntos și cuprinde părțile superioare ale văilor râurilor Rin și Inn. Există mai multe vârfuri importante în Alpii Graubünden, printre care Tödi cu 3.614 m și Piz Bernina cu 4.048 m. Multe dintre lanțurile muntoase prezintă ghețari mari, precum Adula, Albula, Silvretta și Rhätikon.
Văile părții centrale ale cantonului sunt foarte adânci, unele dintre acestea fiind chiar cele mai adânci din Europa. Aceste văi au fost la origine locul de unde trăiau inițial „raeti” (rhaeti), o populație probabil de origine celtică, care conserva ca limbă retoromana, formată după crearea provinciei romane Raetia. Retoromana (sau romanșa) este una din limbile actuale din canton, fiind o limbă romanică retică sau rețiană.
Cantonul se învecinează cu Liechtenstein la nord, Austria la nord și la est, Italia (Lombardia și Trentino-Tirolul de Sud) la sud și sud-est, cantonul St. Gallen și cantonul Glarus la nord-vest, cantonul Uri la vest și cantonul Ticino la sud-vest. Capitala sa este Chur (în germană Chur, cu pronunție aproximativă hhur; în italiană Coira). Tot în cantonul Graubünden se mai află stațiunile de renume mondial Davos și St. Moritz (prescurtare de la Sankt Moritz).

## Istorie
Mare parte din teritoriul cantonului a făcut parte în antichitate din Provincia Romană Raetia, scris uneori și Rhaetia, fondată în anul 15 î.Hr.. Aceste zone au devenit mai târziu parte din dieceza Cuira.
În 1367 este fondată Liga Casei Domnului (Cadi, Gottes Haus), pentru a combate puterea crescândă a Episcopiei de Cora. A urmat fondarea Ligii Gri (în germană Grauer Bund), câteodată denumită Oberbund. Această ligă este fondată în 1395 în valea înaltă a Rinului. Numele "Liga Gri" vine de la vestele gri țesute manual, care erau îmbrăcate de populație. O a treia ligă este fondată în 1436 de oamenii celor zece jurisdicții ale fostului județ Toggenburg, deoarece dinastia Toggenburg nu mai avea urmași. Liga se chema Liga celor zece jurisdicții (Zehngerichtebund).
Primul pas în constituirea cantonului Graubünden se face când Liga celor zece jurisdicții se aliază cu Liga Casei Domnului, în 1450. În 1471 cele două ligi se aliază cu Liga Gri. În 1496 Habsburgii au moștenit propietățile dispărutei dinastii Toggenburg. Această situație a dus la alianța dintre ligile grisune și Confederația Elvețiană. Habsburgii au fost învinși la Trecătoarea Calven și la Dornach. Aceasta a ajutat Confederația, iar ligile aliate ale cantonului Graubünden au fost recunoscute.
Ultimele urme ale jurisdicției Episcopatului de Cora au fost abolite în 1526. Teritoriile cantonului au devenit parte din Republica Elvețiană, dar „aliatul perpetuu” al Elveției devine canton elvețian abia în 1803. Constituția cantonului este dată în 1892.
Stemele celor trei ligi originare formează astăzi stema cantonului Graubünden.

## Cultură
Locuitorii cantonului sunt celebri pentru o delicatesă culinară - carne uscată de vită numită în germană Bündnerfleisch.

## Economie
Agricultura și turismul sunt pilonii economiei cantonale. Agricultura se bazează pe silvicultură și pe pășunatul estival în munte, în special de oi și capre. Turismul este concentrat în munți, în special în jurul orașelor Davos,  Arosa, Laax și St. Moritz/Pontresina. Există, totuși, și câteva stațiuni în interiorul cantonului.
În schimb la Chur se produce vin. Chur este și un centru industrial. În văile Mesolcina/Misox și Poschiavo se cultivă porumb și castane comestibile.

## Localități mai importante
Localități mai importante, cu peste 5000 de locuitori la recensământul din 2009:
- Chur, 32,513 loc.
- Davos, 11,050 loc.
- Igis, 7432 loc.
- Domat/Ems, 7064 loc.
- St. Moritz, 5062 loc.

Vezi alte localități la Listă de localități din cantonul Graubünden

## Demografie
Limbile vorbite în cantonul Graubünden sunt: germana în nord-vest (54%), limba retoromană (numită și romanșă) în Engadina, Valea Monastero și în apropiere de Disentis/Mustér (31%), precum și italiana în văile Mesolcina/Misox, Calanca, Bregaglia/Bergell, și Poschiavo/Puschau (15%). Populația romanică reproșează autoritaților că nu fac nimic pentru a se evita extincția limbii retoromane, predominantă dealungul secolelor. Statisticile indică un flux constant, în special după 1850, al populațiilor germanofone spre cantonul Graubünden, altădată practic în întregime romanic.
Cele două confesiuni principale sunt catolicismul și protestantismul de orientare calvinistă, adus ulterior de populațiile germanofone. Din punct de vedere al apartenenței religioase populația de astăzi este practic împărțită în două.